# 치샤구

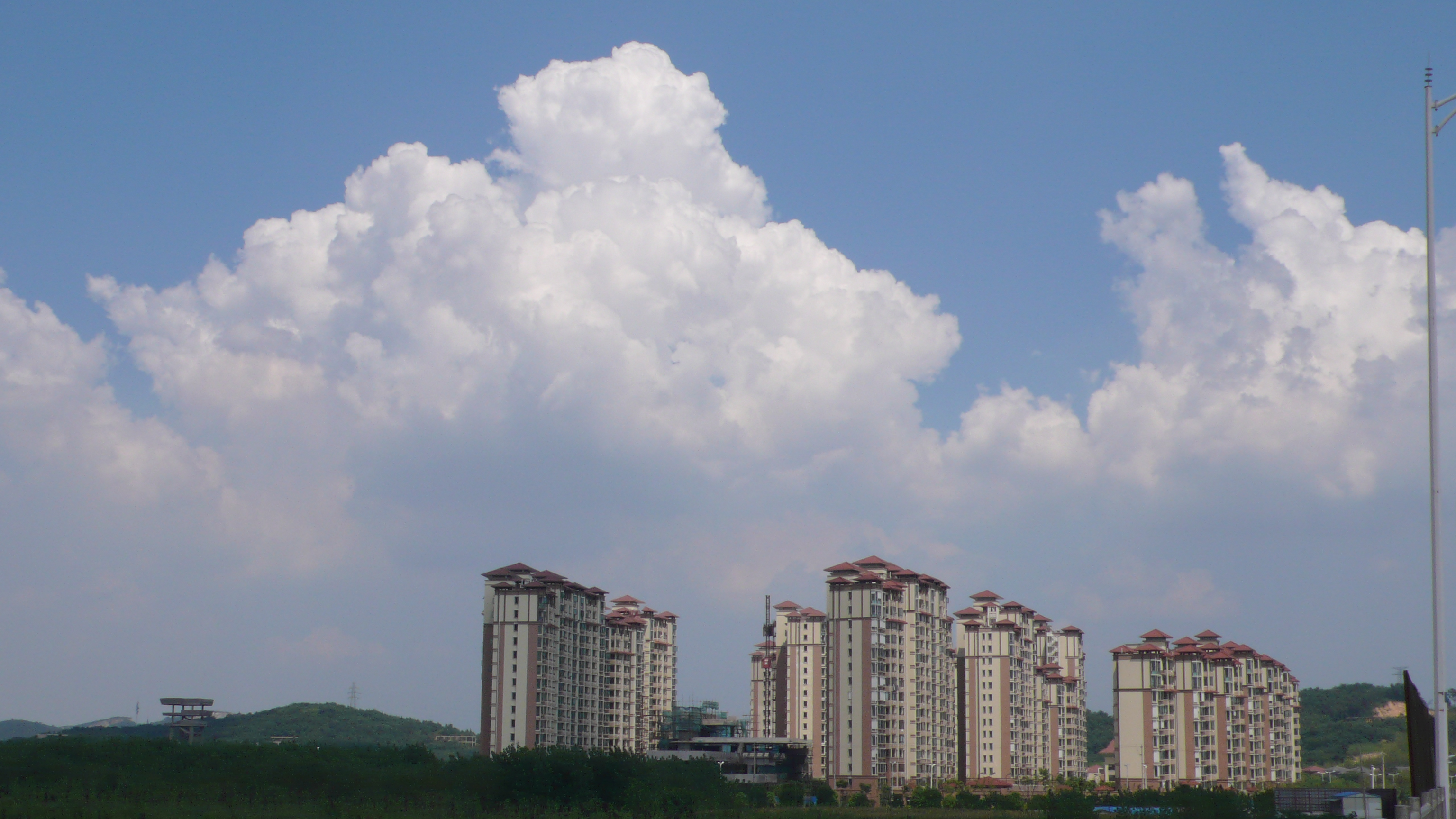

치샤구(한국어: 서하구, 중국어: 栖霞区, 병음: Qīxiá qū)는 중화인민공화국 장쑤성 난징시의 북동쪽 장강 너머에 있는 행정구역이다. 넓이는 355km2이고, 인구는 2007년 기준으로 430,000명이다. 치샤 산과 치샤 사가 현에 위치한다. 치샤는 난징 중심업무지구에서 16km 떨어져있고 난징 루커우 국제공항에서 40km 떨어져있다.

## 경제
치샤는 육해로의 중요한 교통축이다. 상하이-난징 철도가 312번 국도 및 치샤 국도가 이곳을 통과한다.

## 교육
치샤 구에는 장쑤 성 10개의 주요 대학 중 하나인 셴린 대학이 위치해있다.

## 행정 구역
8개 가도를 관할한다.
- 가도: 堯化街道 邁皋橋街道 燕子磯街道 馬群街道 棲霞街道 龍潭街道 靖安街道 八卦洲街道.